# Gélose Columbia au sang + ANC
 (novembre 2022).
Si vous disposez d'ouvrages ou d'articles de référence ou si vous connaissez des sites web de qualité traitant du thème abordé ici, merci de compléter l'article en donnant les références utiles à sa vérifiabilité et en les liant à la section « Notes et références ».
Columbia au sang / ANC est un milieu de culture sélectif des bactéries à gram positif.

## Composition
- Mélange spécial de peptones	23,0 g
- Amidon	1,0 g
- Chlorure de sodium	5,0 g
- Agar	10,0 g
- Sang	50,0 ml
- Acide nalidixique	15,0 mg
- Colimycine	15,0 mg
- PH = 7,3

## Préparation
42,5 g par litre.Stérilisation classique. Le sang est ajouté après retour de la gélose à 45 °C. Les antibiotiques peuvent être inclus dans la poudre ou ajoutés comme le sang.

## Lecture
- Colonies entourées d'un halo clair : béta-hémolytiques
- Colonies entourées d'un halo clair puis d'un second halo moins clair : double hémolytiques,
- Colonies entourées d'un halo verdâtre : alpha-hémolytiques.
- Autres colonies : hémolyse négative ou non-hémolytiques.

Les bactéries de ces colonies sont résistantes à l'acide nalidixique et à la colimycine.